# Polititapes durus
Polititapes durus is een tweekleppigensoort uit de familie van de Veneridae. De wetenschappelijke naam van de soort werd in 1791 voor het eerst geldig gepubliceerd door Johann Friedrich Gmelin.
Rechter en linker klep van hetzelfde exemplaar:

Rechter Klep
Linker Klep